# Dietmar Hamann
Dietmar Hamann (født 27. august 1973 i Waldsassen, Vesttyskland) er en tidligere tysk fodboldspiller. 
Hamann har tidligere spillet for Bayern München, Newcastle United, Liverpool F.C., Bolton Wanderers og Manchester City F.C..
Hamann spillede mellem 1997 og 2006 desuden 62 kampe for Tysklands landshold, hvori han scorede fem mål. Han deltog ved VM i 1998, EM i 2000, VM i 2002 og EM i 2004.